# Золотий будинок імператора Нерона

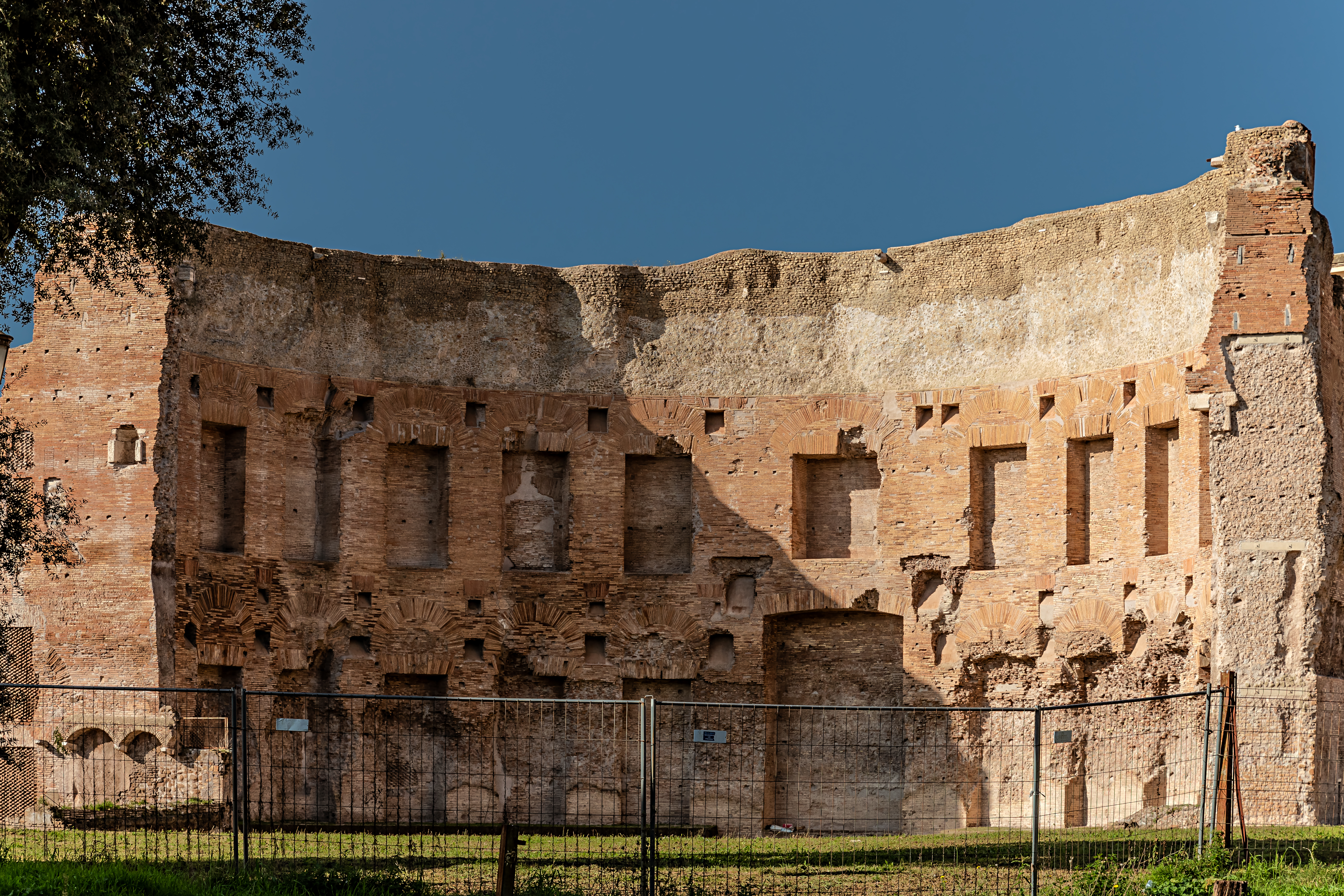
Залишки терм Траяна, збудованих над Domus Aurea Нерона

Золоти́й буди́нок імпера́тора Неро́на (лат. Domus Aurea; італ. Casa Dorata (назва Золоти́й буди́нок походить від позолоченого купола цієї будівлі)) — антична споруда в Римі. Одна з найвідоміших пам'яток античної архітектури, що збереглися до наших днів.

## Історія
Палац побудований за особистим наказом Нерона в 68 році після Великої пожежі в Римі на місці Прохідного палацу. Його купол прикрашено золотом. Усередині стіни були оброблені слоновою кісткою і перлами.

## Сучасність
У кінці минулого століття палац був закритий на реставрацію. Вона тривала 18 років. У 1999 році комплекс відкрили для туристів. Експерти відразу заявили, що у них викликає побоювання міцність будівлі. Вони вказували на те, що всередину проникає вода.
У 2001 році в Золотому будинку обвалився фрагмент стелі. А цього разу обвалився дах. Площа пошкодженої ділянки становить 60 квадратних метрів. На щастя, ніхто не постраждав. І знову експерти упевнені, що у всьому винна вода, що згубно впливає на античну споруду.

## Галерея

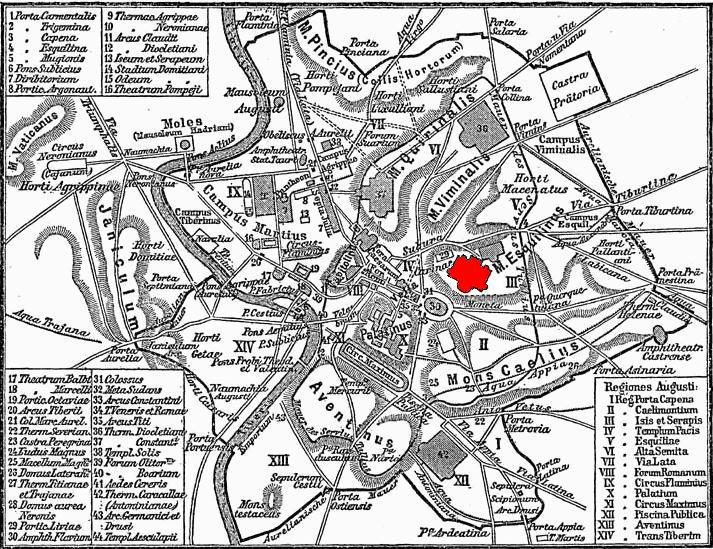
На мапі
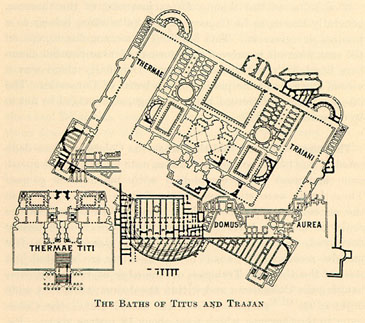
Накладання планів Золотого дому Нерона та терм Траяна та Тіта
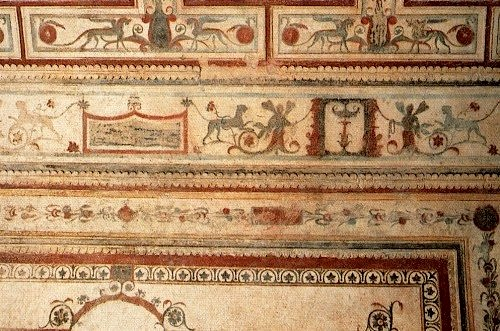
Фреска
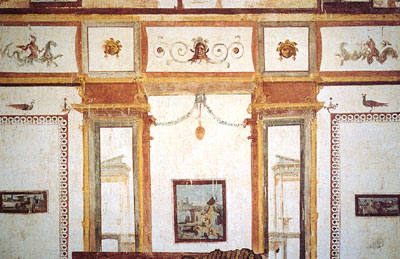
Фреска
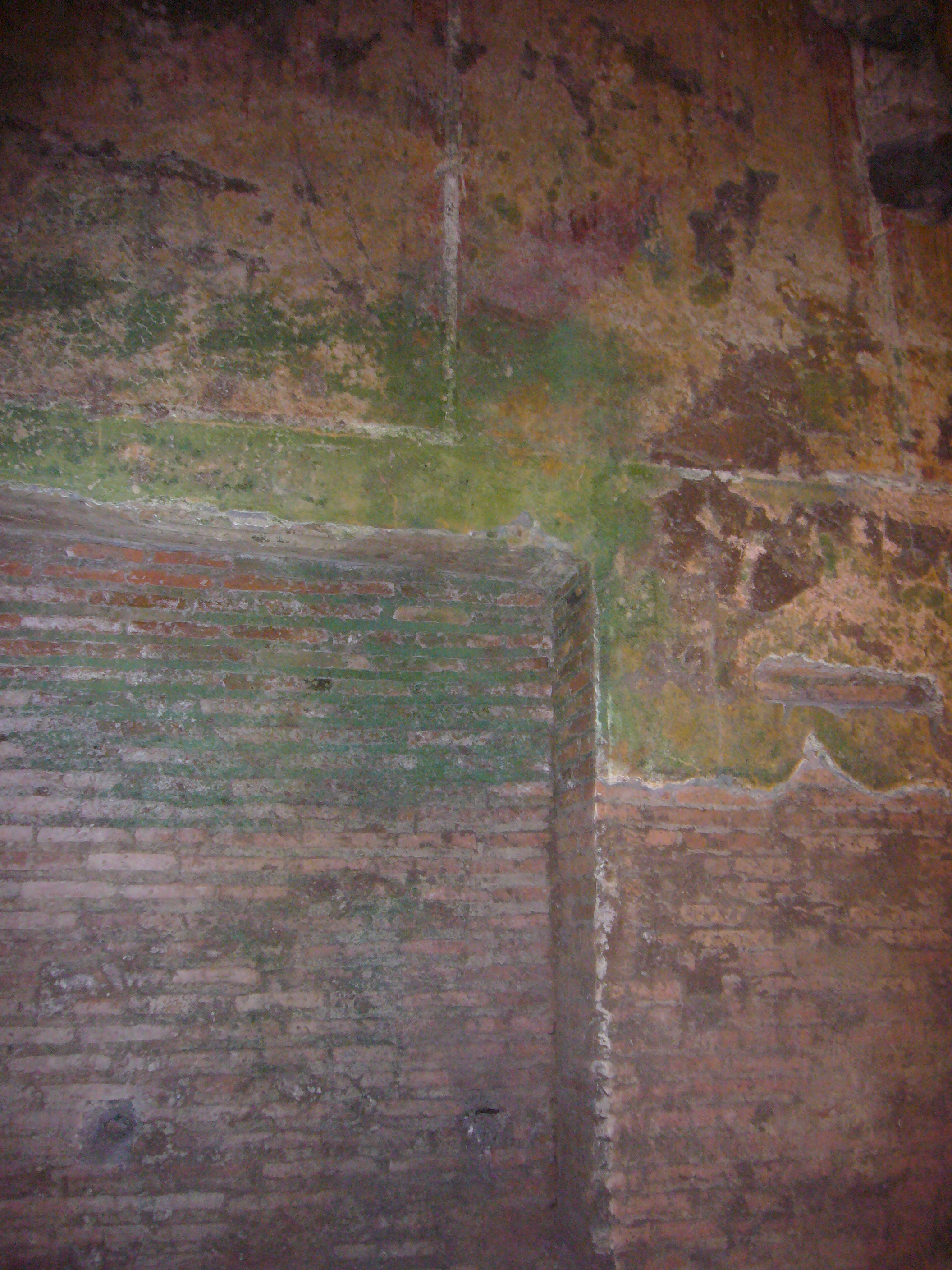
Залишки приміщень
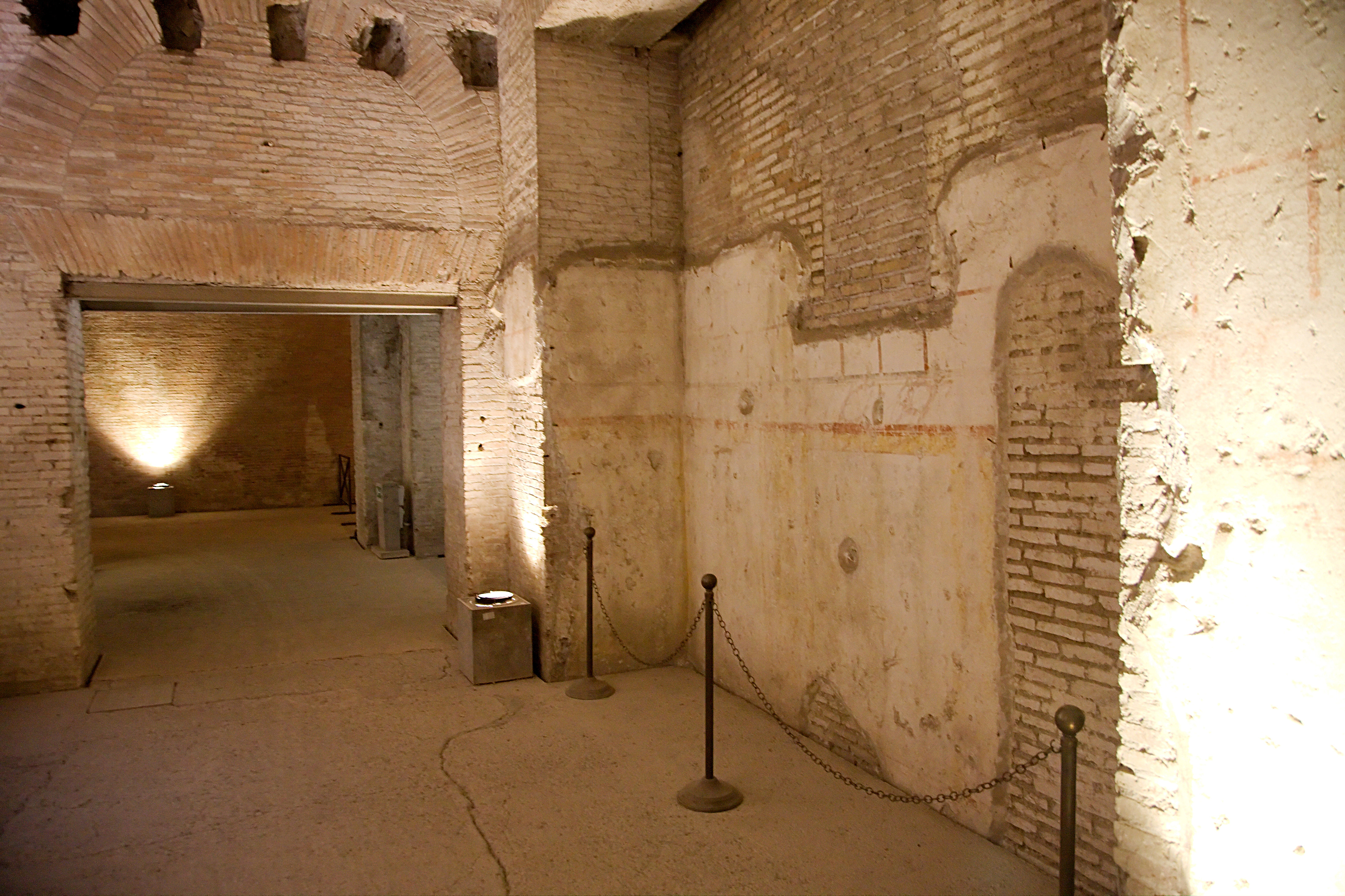
Залишки приміщень
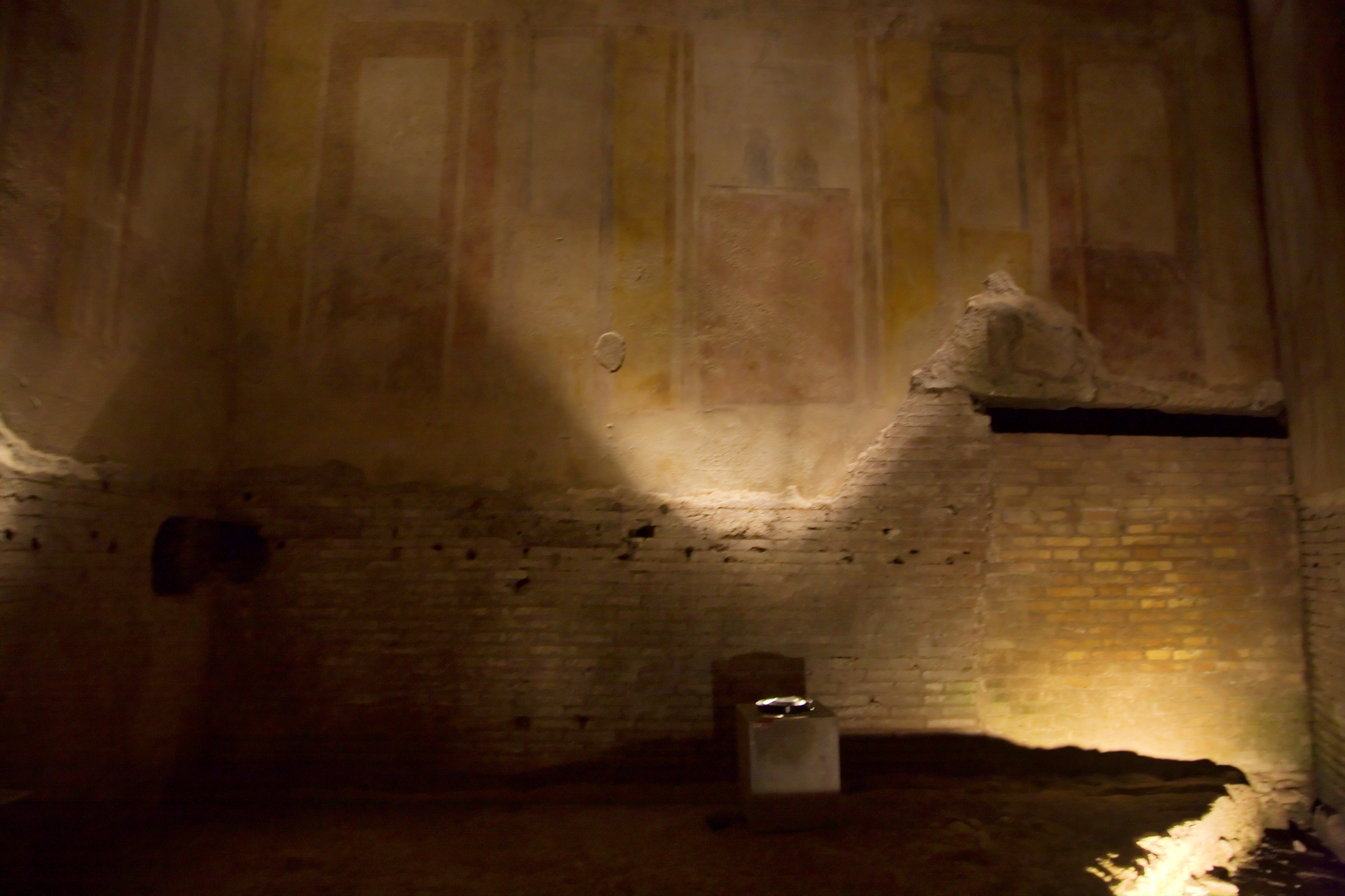
Залишки приміщень
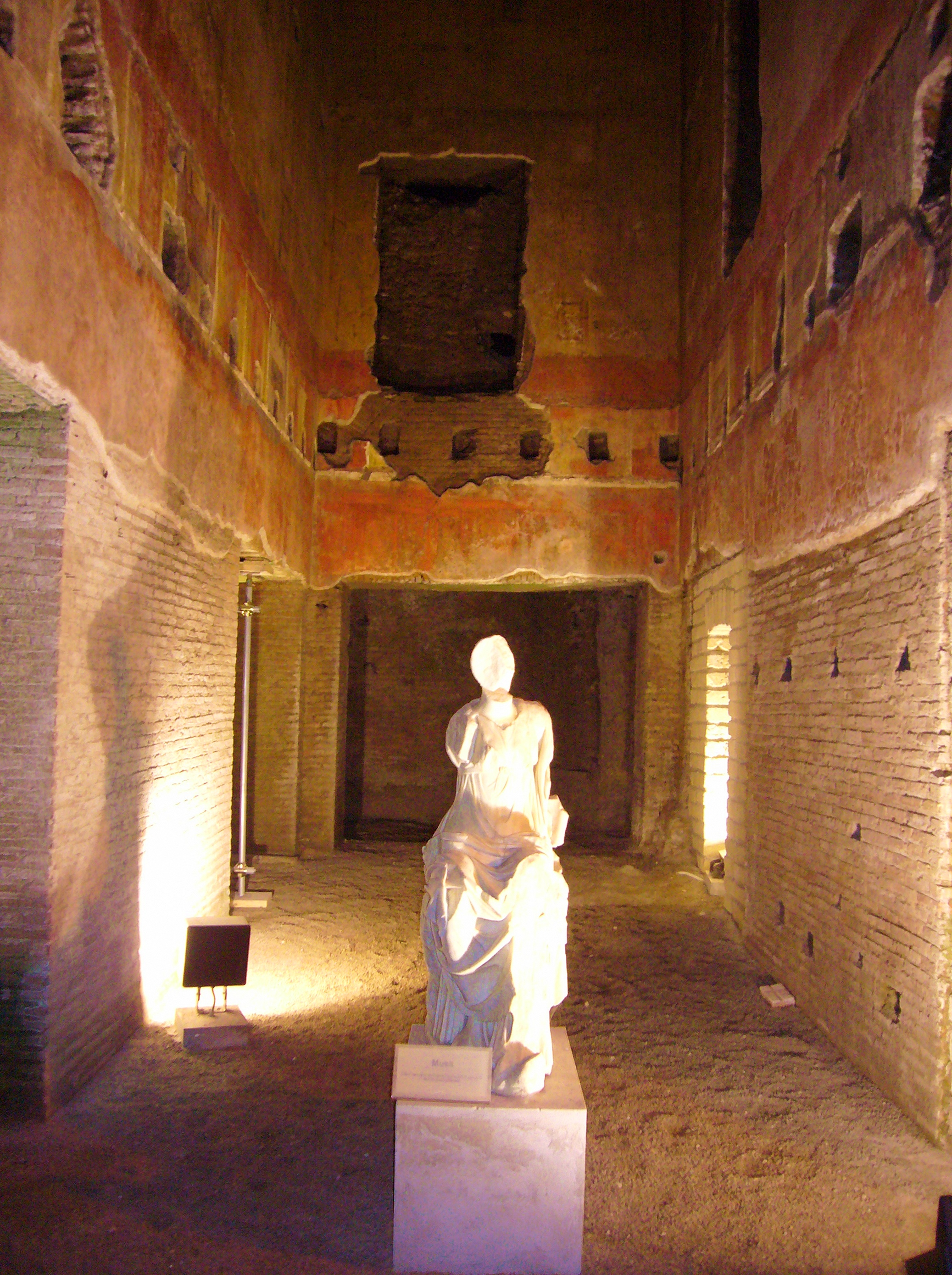
Статуя та залишки фресок